# Isola Reale (Nuova Francia)
L'Isola Reale (in francese Île-Royale) era una delle colonie del vicereame della Nuova Francia. Amministrava l'omonima isola, l'isola Saint-Jean e l'arcipelago della Maddalena.
Con il Trattato di Utrecht del 1713, la Francia cedette Acadia e Terranova alla Gran Bretagna. Il re Luigi XIV aveva preteso e ottenuto che le isole del Golfo di San Lorenzo e la  foce del fiume San Lorenzo restassero invece alla Francia.
L'Isola Reale offriva una posizione militare strategica e le sue acque erano pescose, ma soprattutto poteva offrire un porto marittimo libero dai ghiacci in inverno. Una volta sull'isola, le truppe francesi iniziarono a fondare villaggi. Non essendo riuscite a stabilire un porto invernale a Fort Sainte-Anne, le truppe, su richiesta del re, esplorarono l'isola per stabilire un porto marittimo più favorevole. Fu così creato Louisbourg, un porto dalle acque profonde che presto sarebbe stato protetto da una fortezza, a quel tempo l’edificio più grande d’America. Il porto faceva concorrenza a quello di Boston e nel 1734 qui fu costruito il primo faro del Canada.

## Storia
Philippe de Pastour de Costebelle, governatore di Terranova dal 1706, divenne il primo governatore dell'isola (fino al 1707) che prese il nome di Île Royale (Isola Reale).
Il Trattato di Utrecht, che pose fine alla guerra di successione spagnola, sconvolse l’equilibrio di potere nel Nord America tra Gran Bretagna e Francia. Questo trattato segnò l'inesorabile declino della presenza francese in questa regione del mondo: infatti, la Francia riconobbe i diritti della Gran Bretagna sulla Baia di Hudson e cedette anche l'Acadia peninsulare (l'attuale provincia della Nuova Scozia, a parte l'isola di Cape Breton), Terranova e Saint Pierre e Miquelon. A Terranova, i Francesi conservarono per loro un diritto molto importante, ovvero il diritto di pescare e lavorare il pesce sulla terraferma.
Gli Acadiani che si rifiutano di prestare giuramento alla Corona britannica si diressero verso Cape Breton, ma la maggior parte si stabilì a Saint-Pierre, ribattezzata Port-Toulouse e situata sulla costa orientale dell'Île Royale, ricreando così una colonia acadiana. Le navi francesi venivano regolarmente a pescare il merluzzo nelle “piane” dell'Île Royale, il nome dato all'epoca all'isola di Cape Breton.
Louisbourg fu fondata nel 1713 come porto per la pesca del merluzzo. Louisbourg visse pacificamente per tre decenni come porto marittimo della colonia francese. Nel 1719 fu costruita una fortezza per proteggere gli interessi della Francia nel Nuovo Mondo e per fungere da centro operativo per l'industria della pesca stagionale.
La sua posizione geografica le ha permesso di servire non solo come capitale della nuova colonia dell'Île Royale, ma anche di essere la prima linea di difesa nel XVIII secolo durante le guerre con la Gran Bretagna per la supremazia nel Nord America.
Le truppe del New England aiutate dalla Royal Navy britannica conquistarono la città nel 1745 dopo un assedio di sei settimane. Dopo tre anni sotto il governo britannico, Louisbourg fu restituita alla Francia con un trattato (Trattato di Aix-la-Chapelle). La pace fu di breve durata e, il 26 luglio 1758, dopo altre sei settimane di assedio, il governatore francese Drucourt restituì le chiavi della città agli inglesi sotto Edward Boscawen in seguito al più grande assalto nella storia coloniale canadese. Successivamente verranno deportate 4.000 persone. Tuttavia, un gruppo di dieci famiglie acadiane di Port-Tolosa fuggì sull'Isola Madame dove vivono ancora i loro discendenti.

## Governatori
- Philippe Pastour de Costebelle (1714-1717)
- Joseph de Monbeton de Brouillan (1717-1739)
- Isaac-Louis de Forant (1739-1740)
- Jean-Baptiste Prévost du Quesnel (1740-1744)
- Louis Du Pont Duchambon de Vergor (1744-1745)
- Antoine Le Moyne de Châteauguay (1745)
- Sotto l'occupazione britannica:
  - Charles Knowles (1745-1747)
  - Peregrine Thomas Hopson (1747-1748)
- Charles des Herbiers de La Ralière (1748-1751)
- Jean-Louis de Raymond (1751-1753)[3]
- Augustin de Boschenry de Drucour (1754-1758)